# Markiplier
馬克·愛德華·菲施巴赫（Mark Edward Fischbach，1989年6月28日—），較廣為人知的是化名Markiplier，美國YouTuber，專注於Let's Play的獨立遊戲，普遍為動作遊戲和恐怖遊戲。他出生於夏威夷州檀香山，並在俄亥俄州辛辛那提開始其YouTube生涯，現居加利福尼亞州洛杉磯。截至2022年8月，其頻道有超過3350萬人訂閱。

## 早年生活
1989年6月28日，菲施巴赫在檀香山的提普勒陸軍醫院出生。其父親在韓國服役時遇見他有著韓國血統的母親。菲施巴赫的父母生下他後搬到辛辛那提居住。菲施巴赫父母的婚姻並不算快樂，夫妻間經常吵架，最終他們在無可避免的情況下離婚，之後菲施巴赫的爸爸與另一個名叫迪伊（Dee）的女人結婚，但婚後不久菲施巴赫的爸爸便確診患癌，當時菲施巴赫仍未入讀辛辛那提大學土木工程系。此事的發生令菲施巴赫失去做事的目標，也令他入讀大學後多次轉換科系。1年後，他的爸爸病逝，菲施巴赫因為沒有房子的關係而與生母同住，在此期間他結識了一個名叫芭芭拉（Barbara）的女孩，但菲施巴赫的生母不接受芭芭拉並把他踢出家門。由於當時菲施巴赫已經有了工作的關係，他買了一座房子，但在入住前3天，菲施巴赫的公司把他開除，在一貧如洗的情況下，他的女友選擇跟他分手，最終菲施巴赫決定在YouTube創建自己的帳號，投身自己最喜歡的遊戲事業。

## YouTube生涯

### 2012-13年：早年
菲施巴赫於2012年3月6日以「Markiplier」為名創建YouTube頻道，他第一部影片為於同年5月6日《英雄萨姆3：BFE》的遊戲實況，玩了3個遊戲系列（《失憶症：黑暗後裔》、《半影：黑色瘟疫》與《絕命異次元》）後，YouTube封鎖Markiplier的頻道，雖然他曾向YouTube申訴，但無功而還。因此Markiplier選擇另起爐灶，創建另一頻道「MarkiplierGAME」，而這頻道也是他沿用至今的頻道。

### 2014年：粉丝增長、搬家去洛杉矶

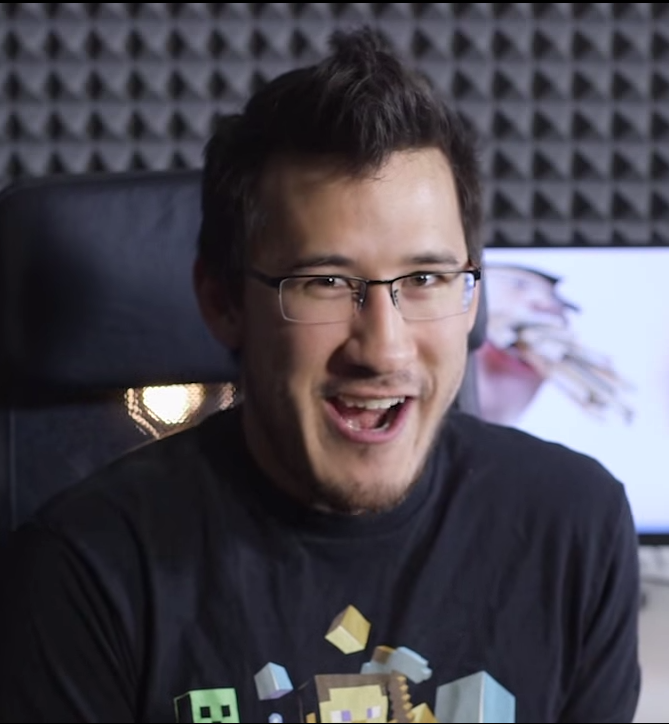
2014年5月在其工作室的Markiplier

「MarkiplierGAME」在2013年快速增長，訂閱數分別突破10萬和100萬。2014年，Markiplier搬到洛杉磯，以更好接近生活在那裡的YouTuber，在這一年，他的頻道「MarkiplierGAME」被New Media Rockstars列在100大YouTube頻道的第61名。

### 2015年：突破1000萬大關

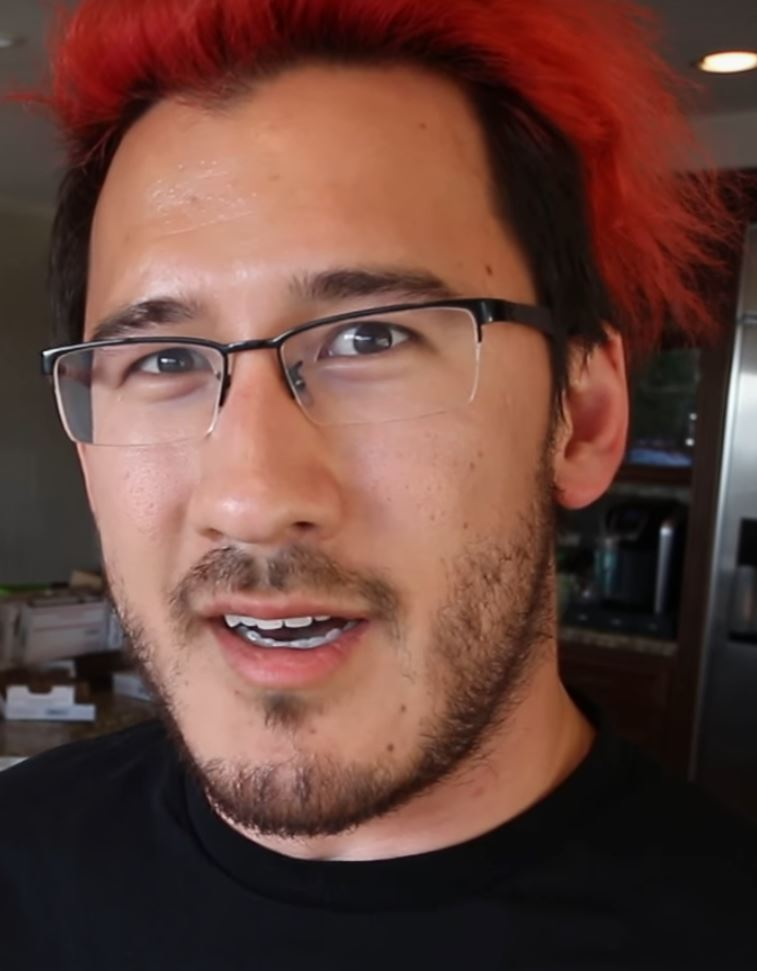
Markiplier於2016年出現在葛林兄弟的其中一條影片中

Markiplier於2015年2月至5月與創辦YouTube頻道「Cyndago」的音樂拍擋丹尼爾·凱雷（Daniel Kyre）、萊恩·馬吉（Ryan Magee）與之後加入的馬特·沃森（Matt Watson）同居，在此之間的4月，Markiplier與配音員珍妮特·瓦尼共同主持SXSW遊戲獎頒獎禮（South By Southwest Gaming Awards）。同年9月16日，凱雷自殺，並在兩天後於醫院搶救無效死亡，Cyndago隨即解散，凱雷死後，Markiplier為了紀念他而於9月17日至10月5日間停止上傳影片。10月15日，「MarkiplierGAME」的訂閱數突破1000萬大關。
2015年11月17日，Markiplier宣佈因心臟問題而戒酒，也因如此他最有名的其中一個系列《Drunk Minecraft》將停止製作。在這一年，他被《綜藝雜誌》評為20大對美國青少年最具影響力的名人的第6名。

### 2016年-現在：繼續增長
整個2016年，Markiplier開始製作一些喜劇小品。同年，他的頻道突破1500萬大關。2017年，Markiplier發佈了一個名叫《A Date With Markiplier》（直译为《与Markiplier的约会》）的《惊险岔路口》風格影片。节目讲述主角和Markiplier进行约会，但遇到了种种难关阻扰他们。同時他也在此年組建了一個團隊來協助他製作影片，成員包括他的女友艾米（Amy）、朋友伊森（Ethan）、泰勒（Tyler）和凱瑟琳（Kathryn）。同样于2017年，Markiplier开始了一个小系列悬疑侦探节目《Who Killed Markiplier》（直译为《谁杀了Markiplier》）。节目分为四集，讲述着主角来参与Markipier的宴会，却遇上了受害者为Markiplier的杀人案，主角之后跟随侦探找出真凶。
2018年6月，他的姪女米蘭達（Miranda）在一場車禍中去世。他在6月24日發布了一段名為《update》的影片宣布這個消息，而且他會有一段時間無法再製作影片。
2023年4月21日，Deadline宣布Markiplier已開始製作改編自大衛·西曼斯基（David Szymanski）的2022年獨立恐怖遊戲《鐵肺》之改編電影。

## 頻道形式
Markiplier知名於他獨立或恐怖遊戲的實況，這些遊戲包括《玩具熊的五夜後宮》系列、《失憶症：黑暗後裔》、《SCP：收容失效》與《快樂輪子》等。另外他也會上傳一些喜劇小品影片。
Markiplier已經與許多YouTuber合作過，他們包括Jacksepticeye、PewDiePie、傑克·道格拉斯等。除此之外也有名人，例如傑克·布萊克和吉米·坎摩尔。Markiplier亦曾於某些電影亮相，例如《Smosh：大電影》、迪士尼XD的《基礎模組》與《YouTube Rewind 2015》。
除此之外，Markiplier也多次以遊戲實況形式為慈善機構籌款，這些機構包括辛辛那提市兒童醫院醫學中心、全國抑鬱與躁鬱協會與最好的朋友動物協會。截至2016年7月，他和他的觀眾籌得的總金額超過111萬美元。

## 家庭
Markiplier有一個名叫托馬斯（Thomas）的哥哥，是網路漫畫《Twokinds》的作者。

## 其他
2014年11月，Markiplier加入成為漫畫出版商紅巨星娛樂公司的董事會成員。早在同年6月的聖地牙哥國際動漫展，Markiplier便與該公司的成員共同主辦了座談會。在2016年，紅巨星娛樂公司宣佈將會發行多部以Markiplier為主角的漫畫。

## 獎項和提名
| 年份 | 獎項         | 類別                      | 結果 | 來源   |
| ---- | ------------ | ------------------------- | ---- | ------ |
| 2016 | 自由流動獎   | 遊戲                      | 提名 |        |
| 2016 | 肖蒂獎       | 科技與創新：遊戲          | 提名 |        |
| 2016 | 喜願基金會獎 | 年度藝人                  | 獲獎 | [ 42 ] |
| 2017 | 金摇杆奖     | 最佳實況主/直播主         | 獲獎 | [ 43 ] |
| 2018 | 兒童票選獎   | 最喜歡的有趣YouTube創作者 | 提名 |        |